# Shelter Bay
Shelter Bay je malá obec nedaleko města La Conner v okrese Skagit v americkém státě Washington. Její rozloha činí 1,3 km², z čehož 16 % tvoří voda. Nachází se území rezervace indiánského kmene Swinomišů, kteří zdejší nemovitosti pronajímají.
Obec nabízí přístup k soukromým plážím Martha's Beach a Rainbow Beach, početným turistickým stezkám, třem tenisovým kurtům, dvěma bazénům, malému devítijamkovému golfovému hřišti nebo dětskému hřišti. Zdejší klubovna může být pronajata k soukromým večírkům, svatbám či pohřbům. Dále se zde nachází nekryté přístaviště a několik soukromých doků.
Jedná se o tzv. gated community, kterou spravuje asociace vlastníků zdejších nemovitostí, jenž vybírá různé poplatky od zdejších obyvatel, spravuje místní služby a veřejná zařízení, spravuje cesty a provozuje obecní vodovodní a kanalizační systém.